# 国立海洋科技博物館
国立海洋科技博物館（こくりつかいようかぎはくぶつかん、National Museum of Marine Science and Technology、略称は海科館）は、台湾基隆市中正区八斗子にある海洋博物館。
海科館は1990年より設立準備が開始され、準備事務局は近隣の海洋大学に設置された。2003年の研究設施区の官制に伴い館内敷地に移動、学校教育の校外活動の受け入れを開始した。計画では2009年の全館オープンを目標としていたが、工事遅延により2012年の部分開館、2014年の全面開館となった。

## 館内施設
- テーマ館：既に閉鎖された台電の北部発電所及び八斗子漁港漁業署の敷地を再開発
  - 海洋科学及び科学技術展示館
  - 海洋生態館（水族館）
  - 海洋劇場
  - 行政及び教育センター
  - 展示物管理設施

- 研究及び景観施設
  - 潮境海洋研究センター
  - 環境保護公園（旧ゴミ埋め立て場）
  - 潮境公園
  - 八斗子公園

## 沿革
海科館建設計画では公営と民営方式が検討された。その結果教育及び行政センター、収蔵エリア、部分特設展エリア等は海科館の運営範囲とされ、各テーマ展示館、海洋劇場、停車場、景観エリア、公共設施等は民間運営とされた。

海科館の工事計画でも政府出資部分と民間出資部分に区分されている。海洋科学及び科学技術展示館、潮境海洋研究センター、行政及び教育センター、従業員施設、停車場、景観区及び公共施設に関しては海科館負の担当、海洋生態館、海洋劇場、深澳線駅などは民間出資によって建設されることと決定した。
国立海洋科技博物館建設計画は1979年、行政院が12項建設計画の中で、大衆の科学知識の向上と科学振興を目的に海洋博物館が指定された。海洋博物館は1985年6月に準備委員会が設立され、世界各国の関係博物館を考察、基本計画が答申され建設予定地が選定された後、1989年9月に行政院により基隆市に「海洋科技博物館」が建設されることが決定した。教育部は1990年1月に「国立海洋科技博物館建設計画チーム」を設立、1997年12月20日に正式に「國立海洋科技博物館準備室」が成立し、建設に向けた具体的な業務を開始した。
1990年の段階で、建設計画チームは海洋大学内に事務所を設置したが、2003年4月、予定地内に完成した「容軒」に移動、先行して完成した「潮境公園」及び「潮境工作站」の一般開放を開始した。

## 交通
- 自動車
  - 北部浜海公路
  - 東西向快速道路　万里瑞浜段
  - 基瑞公路
- 鉄道
  - 台鉄深澳線：海科館駅
  - 基隆軽軌東一線：計画中